# Chamraeun
Chamreaun es una comuna (khum) del distrito de Sangkom Thmei, en la provincia de Preah Wijía, Camboya. En marzo de 2008 tenía una población estimada de 5214 habitantes.
Se encuentra ubicada al norte del país, a poca distancia al oeste del río Mekong y al sur de las fronteras con Laos y Tailandia.